# Torsby
Torsby er et byområde i Torsby kommun i Värmlands län i Sverige. I 2010 var indbyggertallet 4.049.